# Рабука, Ситивени
Ситивени Рабука (англ. Sitiveni Rabuka; род. 13 сентября 1948, Какаудрове, Северный округ) — фиджийский государственный и политический деятель. С 24 декабря 2022 года премьер-министр Фиджи.

## Биография
В 1987 году стал инициатором двух государственных переворотов. С 1992 по 1999 год был демократически избранным премьер-министром Фиджи. В 2022 году вновь возглавил правительство страны, став во главе коалиции. Также был председателем Большого Совета вождей с 1999 по 2001 год, а затем председателем провинциального совета провинции Какаудроув с 2001 по 2008 год.
В 2016 году избран лидером Социал-демократической либеральной партии, сменив лидера оппозиции Теймуму Кепу, которая публично не одобрила выдвижение Ситивени Рабуки на её место. Стал лидером парламентской оппозиции в 2018 году после поражения на выборах. Был единственным кандидатом на эту должность, его кандидатура была выдвинута Теймуму Кепой и поддержана Биманом Прасадом. Затем был сменен на должности лидера Социал-демократической либеральной партии Вилиаме Гавокой. В 2020 году покинул парламент Фиджи и сформировал новую политическую партию под названием «Народный альянс» для участия во всеобщих выборах 2022 года.